# Миран, Махмуд
Саед Махмуд Реза Миран Фасханди (перс. سید محمودرضا میران فشندی‎; род. 25 февраля 1974) — иранский дзюдоист тяжёлой весовой категории, выступал за сборную Ирана в начале 1990-х — конце 2000-х годов. Участник двух летних Олимпийских игр, обладатель бронзовой медали чемпионата мира, четырежды серебряный призёр Азиатских игр, чемпион Азии, победитель многих турниров национального и международного значения.

## Биография
Махмуд Миран родился 25 февраля 1974 года.
Первого серьёзного успеха на взрослом международном уровне добился в 1993 году, когда попал в основной состав иранской национальной сборной и побывал на чемпионате Азии в Макао, откуда привёз две награды бронзового достоинства, выигранные в тяжёлой и абсолютной весовых категориях. Год спустя в категории свыше 95 кг выиграл серебряную медаль на Азиатских играх в Хиросиме — единственное поражение потерпел здесь в финале от японца Дзюна Конно, действующего чемпиона Азии. Ещё через два года в тяжёлом весе одержал победу на азиатском первенстве в Хошимине, взял верх над всеми своими соперниками, в то время как в абсолютной весовой категории вынужден был довольствоваться бронзовой наградой.
В 1998 году Миран завоевал серебряную медаль на Азиатских играх в Бангкоке, в решающем поединке проиграл японскому тяжеловесу Синъити Синохаре. В следующем сезоне получил две бронзовые награды на чемпионате Азии в китайском Вэньчжоу, был третьим в обеих весовых категориях, тяжёлой и абсолютной. Через год на аналогичных соревнованиях в японской Осаке взял бронзу в тяжёлом весе и серебро в открытой весовой категории, уступив японцу Тацухиро Мурамото. Благодаря череде удачных выступлений удостоился права защищать честь страны на летних Олимпийских играх 2000 года в Сиднее, однако уже в стартовом поединке проиграл немцу Франку Мёллеру.
На Азиатских играх 2002 года в Пусане Махмуд Миран дважды поднимался на пьедестал почёта, получил бронзовую медаль в абсолютной весовой категории и серебряную в тяжёлой — в решающем поединке был побеждён японцем Ясуюки Мунэтой. В сезоне следующего года добавил в послужной список бронзовую награду, добытую на азиатском первенстве в корейском Чеджу. Будучи в числе лидеров иранской национальной сборной, благополучно прошёл квалификацию на Олимпийские игры 2004 года в Афинах — на сей раз выступил лучше, победил первых троих соперников, в том числе представителя Турции Селима Татароглу в 1/16 финала и австралийца Семира Пепича в четвертьфинале, и только на стадии полуфиналов потерпел поражение от титулованного россиянина Тамерлана Тменова. В утешительной встрече за третье место проиграл голландцу Деннису ван дер Гесту.
После афинской Олимпиады Миран остался в основном составе дзюдоистской команды Ирана и продолжил принимать участие в крупнейших международных регатах. Так, в 2005 году в абсолютном весе он взял бронзу на чемпионате Азии в Ташкенте, затем удостоился серебряной награды на Азиатских играх в Дохе, единственный проигрыш допустил в финале при встрече с корейцем Ким Сонбомом. В следующем сезоне получил серебро на азиатском первенстве в Эль-Кувейте, в финале абсолютной весовой категории встретился с японцем Синъей Катабути и проиграл ему. Последний раз показал сколько-нибудь значимый результат на международной арене в сезоне 2008 года, когда привёз серебряную медаль с чемпионата Азии в Чеджу, на сей раз в финале потерпел поражение от корейца Ким Сон Мина. Вскоре по окончании этих соревнований принял решение завершить карьеру профессионального спортсмена.